# Alma gallega
Alma gallega es una película filmada documental en colores coproducción  de Argentina y España dirigida por Amando Hermida Luaces según su propio guion que se estrenó el 22 de septiembre de 1966.
La película fue filmada en Cantas, Carballino, Lugo, Noya, Pontevedra, Santiago de Compostela, Vigo y otras ciudades españolas.